# Municipio de Needham
El municipio de Needham (en inglés: Needham Township) es un municipio ubicado en el condado de Johnson en el estado estadounidense de Indiana. En el año 2010 tenía una población de 6511 habitantes y una densidad poblacional de 71,77 personas por km².

## Geografía
El municipio de Needham se encuentra ubicado en las coordenadas 39°29′19″N 86°0′3″O / 39.48861, -86.00083. Según la Oficina del Censo de los Estados Unidos, el municipio tiene una superficie total de 90.72 km², de la cual 90,68 km² corresponden a tierra firme y (0,05 %) 0,05 km² es agua.

## Demografía
Según el censo de 2010, había 6511 personas residiendo en el municipio de Needham. La densidad de población era de 71,77 hab./km². De los 6511 habitantes, el municipio de Needham estaba compuesto por el 95,13 % blancos, el 1,26 % eran afroamericanos, el 0,22 % eran amerindios, el 0,88 % eran asiáticos, el 1,09 % eran de otras razas y el 1,43 % eran de una mezcla de razas. Del total de la población el 2,99 % eran hispanos o latinos de cualquier raza.